# Riuttanen (sjö i Joensuu, Norra Karelen)
Riuttanen är en sjö i kommunen Joensuu i landskapet Norra Karelen i Finland. Sjön ligger 140,9 meter över havet. Den är 13,7 meter djup. Arean är 62 hektar och strandlinjen är 8,1 kilometer lång. Sjön  ingår i Jänisjokis huvudavrinningsområde.   Den ligger omkring 52 kilometer öster om Joensuu och omkring 410 kilometer nordöst om Helsingfors. 